# 弗朗切斯科·馬尼亞內利
弗朗切斯科·馬尼亞內利（義大利語：Francesco Magnanelli；1984年11月12日—）是一位意大利足球運動員，在場上的位置是中場。